# Caserta
För andra betydelser, se Caserta (olika betydelser).

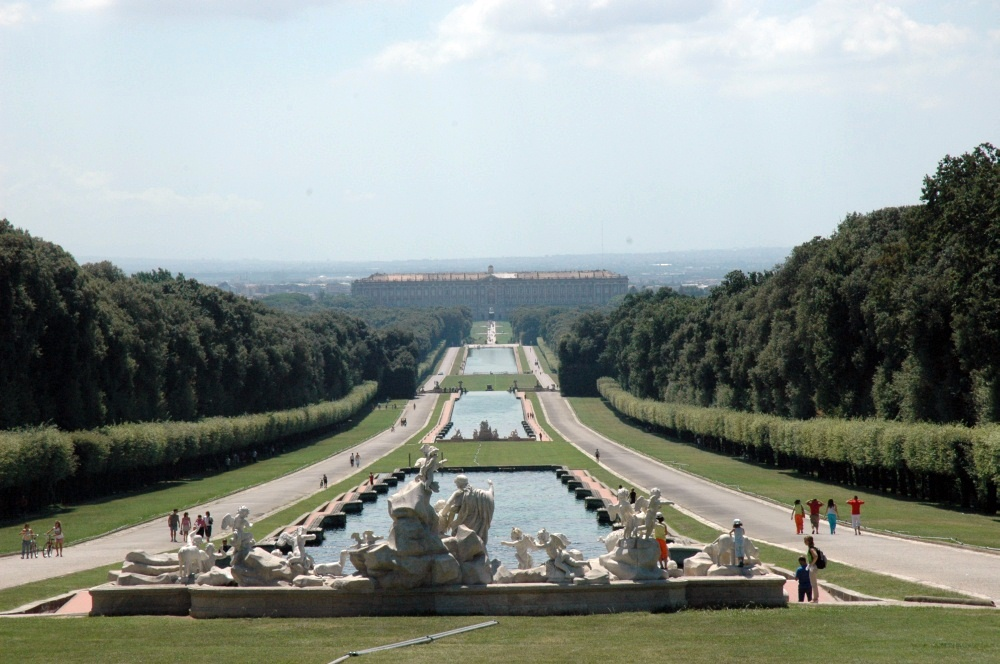

Caserta är en stad i regionen Kampanien i Italien. Caserta är huvudort i provinsen Caserta. Caserta gränsar till kommunerna Capua, Casagiove, Castel Morrone, Limatola, Maddaloni, Recale, San Felice a Cancello, San Marco Evangelista, San Nicola la Strada, San Prisco, Sant'Agata de' Goti, Valle di Maddaloni, Casapulla, Curti, Santa Maria Capua Vetere och Marcianise.
1997 kom det kungliga 1700-talspalatset i Caserta med park, Vanvitelli-akvedukten och San Leucio-komplexet med på Unescos världsarvslista.
Basketklubben Juvecaserta 2021 kommer från Caserta.